# Carnival Magic
Die Carnival Magic ist ein Kreuzfahrtschiff der Dream-Klasse, das von der Reederei Carnival Cruise Line betrieben wird. Das 23. Neubauprojekt der Reederei ist das Schwesterschiff der Carnival Dream und wurde am 1. Mai 2011 als 100. Schiff des Konzerns Carnival Corporation & plc in Dienst gestellt.

## Geschichte

### Bau und Indienststellung
Am 18. Dezember 2006 machte Carnival Cruise Lines von der Option Gebrauch, ein weiteres Kreuzfahrtschiff der Dream-Klasse zu bestellen. Die Kiellegung der Carnival Magic (Baunummer 6167) erfolgte am 12. Januar 2010 auf der Fincantieri-Werft in Monfalcone. Die erste Bausektion mit einer Masse von ca. 630 Tonnen war 18 m lang und 21 m breit. Der Stapellauf mit der „Münzzeremonie“, bei der ein Silberdollar auf dem obersten Deck verschweißt wurde, fand am 27. August 2010 statt.
Am 27. September 2010 sank ein von zwei Schleppern gezogener Leichter mit den sechs Dieselmotoren, die für die Carnival Magic vorgesehen waren, vor Triest in Italien. Die Schlepper hatten die Trossen gekappt, als der Schleppzug in einen Sturm geriet. Erst stürzte eine der Maschinen in die See, kurz darauf sank auch der Leichter auf eine Tiefe von etwa 20 Meter. Die Schaden wurde mit etwa 18 Mio. Euro angegeben und wird vom Motorenhersteller Wärtsilä getragen, in dessen Auftrag der Schleppverband zwischen den Fincantieri-Werften Monfalcone und Marghera in Norditalien unterwegs war. Der Zeitplan zur Ablieferung der Carnival Magic soll trotzdem eingehalten werden können.
Anfang Oktober 2010 erfolgte die Flutung des Baudocks und das Schiff wurde zur Fertigstellung in ein Schwimmdock verlegt. Nach Abschluss der Probefahrten im Frühjahr 2011 konnte die Carnival Magic am 27. April 2011 an den Eigner abgeliefert werden. Nach der Taufzeremonie am 1. Mai 2011 (Taufpatin: Lindsey Wilkerson) lief das Schiff von Venedig zu seiner Jungfernfahrt aus.

### Einsatz
Nach der Indienststellung wurde die Carnival Magic zunächst für Kreuzfahrten im Mittelmeer eingesetzt. Dabei wurde das Schiff in Barcelona stationiert. Seit November 2011 befährt sie ganzjährig die westliche Karibik ab Galveston (Texas).
Die Mittelmeerkreuzfahrten hat 2012 die baugleiche Carnival Breeze und ab 2013 die Carnival Sunshine übernommen, die zuvor als Carnival Destiny unterwegs war.

### Zwischenfall 2014
Nach dem Ablegen in Roatán (Honduras) am 15. Oktober 2014 sollte das Schiff am 16. Oktober 2014 Belize anlaufen. Jedoch verweigerten die Behörden, das Anlaufen zu genehmigen, da sich an Bord eine Krankenhausangestellte aus den USA befand, die vermutlich mit Ebola-Proben in Kontakt gekommen war. Am 17. Oktober 2014 sollte das Schiff den Hafen der Insel Cozumel in Mexiko anlaufen. Auch die mexikanischen Behörden genehmigten das Anlaufen nicht. Das Schiff fuhr nun direkt nach Galveston (Texas).

### Neue Rumpfbemalung
Im Mai 2021 erhielt die Carnival Magic bei einem Werftaufenthalt in Marseille als erstes Schiff der Reederei eine neue Rumpfbemalung. Dabei wurde der bisher weiße Bug blau gestrichem. Anlass war das fünfzigjährige Jubiläum der Reederei im Jahr 2022.

## Maschinenanlage und Antrieb
Die Maschinenanlage der Carnival Magic ist nahezu identisch mit der Anlage der Carnival Dream. Sechs von Zwölfzylinder-Dieselmotoren der Baureihe Wärtsilä 46 angetriebene Drehstromgeneratoren versorgen das Schiff mit elektrischer Energie.
Die Antriebsanlage ist konventionell mit elektrischen Propellermotoren, Wellenanlagen, 6-Blatt-Festpropellern und Aktivrudern ausgeführt.

## Kabinen und Bordeinrichtungen
Für die Carnival Magic wurden bei Kabinenanordnung und Decksausstattung viele Einrichtungen übernommen, die sich bereits auf der Carnival Dream bewährt haben. Dazu gehören unter anderem der Wasserpark („WaterWorks“), der Einkaufs- und Unterhaltungsbereich „Ocean Plaza“, die Außenpromenade mit den vier über das Deck hinausragenden Whirlpools sowie der umfangreiche Spa- und Wellnessbereich. Im Vergleich zum Schwesterschiff Carnival Dream wird die Anzahl der Passagierkabinen auf 1.845 erweitert. Für die Besatzung stehen 746 Kabinen bereit. Damit wird das Schiff Platz für über 6.000 Personen bieten. Die Carnival Magic wird als erstes Schiff der Flotte mit einem Hochseilgarten („SkyCourse“) und einem Pub („The Red Frog“) ausgestattet, in dem ein speziell für diesen Zweck gebrautes Bier („ThirstyFrog Red“) ausgeschenkt werden soll. Die Einrichtung einer italienischen Trattoria verweist auf die italienischen Offiziere an Bord der Schiffe.